# Barkley Shut Up and Jam!
Barkley Shut Up and Jam!, i Japan Barkley's Power Dunk (バークレーのパワーダンク Bākurē no Pawādanku?), är ett basketspel till SNES och Sega Mega Drive, utgivet 1995 och namngivet efter den amerikanske basketspelaren Charles Barkley, som också pryder spelomslaget. En version av spelet producerades även till Atari Jaguar, men släpptes aldrig.

### Fotnoter
1. ↑  ”Release information (Mega Drive/Genesis version)”. GameFAQs. Arkiverad från originalet den 24 april 2014. https://web.archive.org/web/20140424225810/http://www.gamefaqs.com/genesis/586042-barkley-shut-up-and-jam/data. Läst 24 april 2014.
2. ↑  ”Release information (Super NES version)”. GameFAQs. Arkiverad från originalet den 27 augusti 2009. https://web.archive.org/web/20090827015647/http://www.gamefaqs.com/console/snes/data/588204.html. Läst 24 april 2014.